# Giuseppe Bastianelli
Pour les articles homonymes, voir Bastianelli.
Giuseppe Bastianelli (né le 25 octobre 1862 à Rome, décédé le 30 mars 1959 à Rome) est un médecin et un zoologue italien, spécialiste de la malaria. Il a été le médecin personnel du pape Benoît XV.

## Biographie
Giuseppe Bastianelli s'est d'abord intéressé à la chimie, la physiologie et la neurologie, avant de devenir un spécialiste du paludisme. Il a travaillé à l'hôpital Santo Spirito de Rome avec Ettore Marchiafava, Angelo Celli and Amico Bignami, étudiant notamment les aspects cliniques de la maladie. Il s'est ensuite joint à l'université Université Sapienza de Rome, où il a dirigé l'Institut de Malariologie jusqu'à sa mort, contribuant à la campagne d'éradication du paludisme en Italie.